# Ulrich Bettac

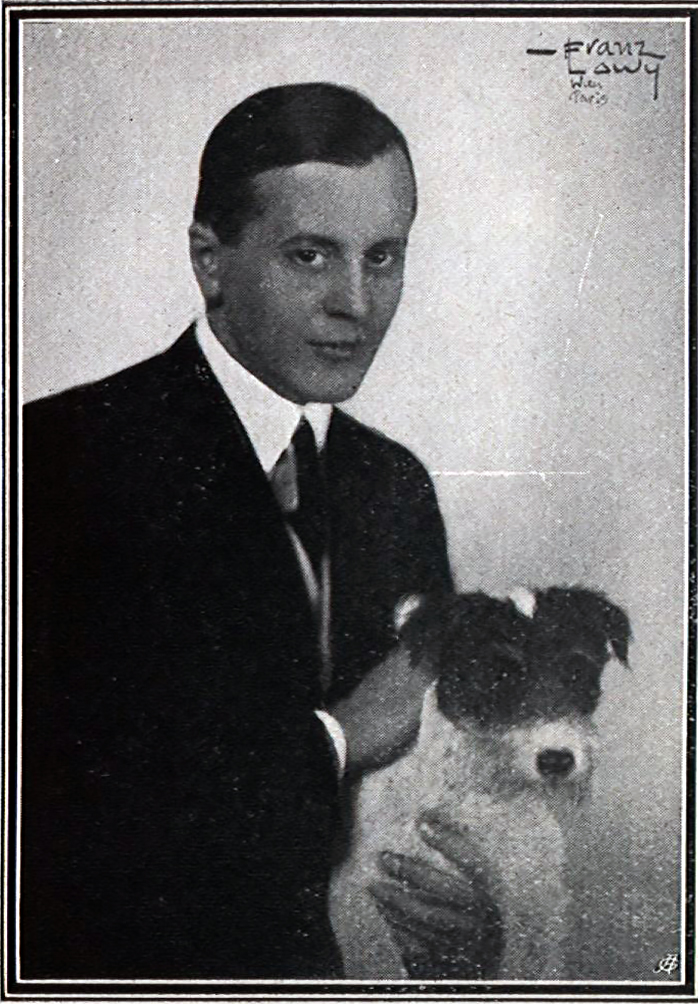
Ulrich Bettac (vor 1928)

Ulrich Ewald Berthold Bettac (* 2. Mai 1897 in Stettin; † 20. April 1959 in Wien) war ein deutsch-österreichischer Schauspieler und Theaterregisseur.

## Leben
Ulrich Bettac besuchte 1916/17 die Schauspielschule des Deutschen Theaters in Berlin. Nachdem man ihm das zweite Schuljahr erlassen hatte, ging er 1917/18 an das Hoftheater Oldenburg bzw. Oldenburgische Landestheater. Von 1919 bis 1921 spielte er am Neuen Theater (Frankfurt am Main), danach an Berliner Bühnen, unter anderem bei Victor Barnowsky am Lessingtheater.
Ab 1927 war er als Bonvivant und ab etwa 1945 als Charakterdarsteller am Burgtheater in Wien engagiert. Nach dem „Anschluss“ Österreichs wurde Bettac, der zur zuvor illegalen SA-Brigade 6 gehört hatte, stellvertretender Landesleiter der Reichstheaterkammer. Zum 1. Mai 1938 trat er der NSDAP bei (Mitgliedsnummer 6.330.521). Vom 23. August 1938 bis zum 30. April 1939 amtierte er als provisorischer Leiter des Burgtheaters, da der eigentlich vorgesehene Lothar Müthel, auch ein überzeugter Nationalsozialist, erst die Folgen eines schweren Autounfalls auskurieren musste. Bettac inszenierte auch einige Stücke, besonders am Akademietheater. Sowohl als Schauspieler als auch als Regisseur bevorzugte er Konversationsstücke.

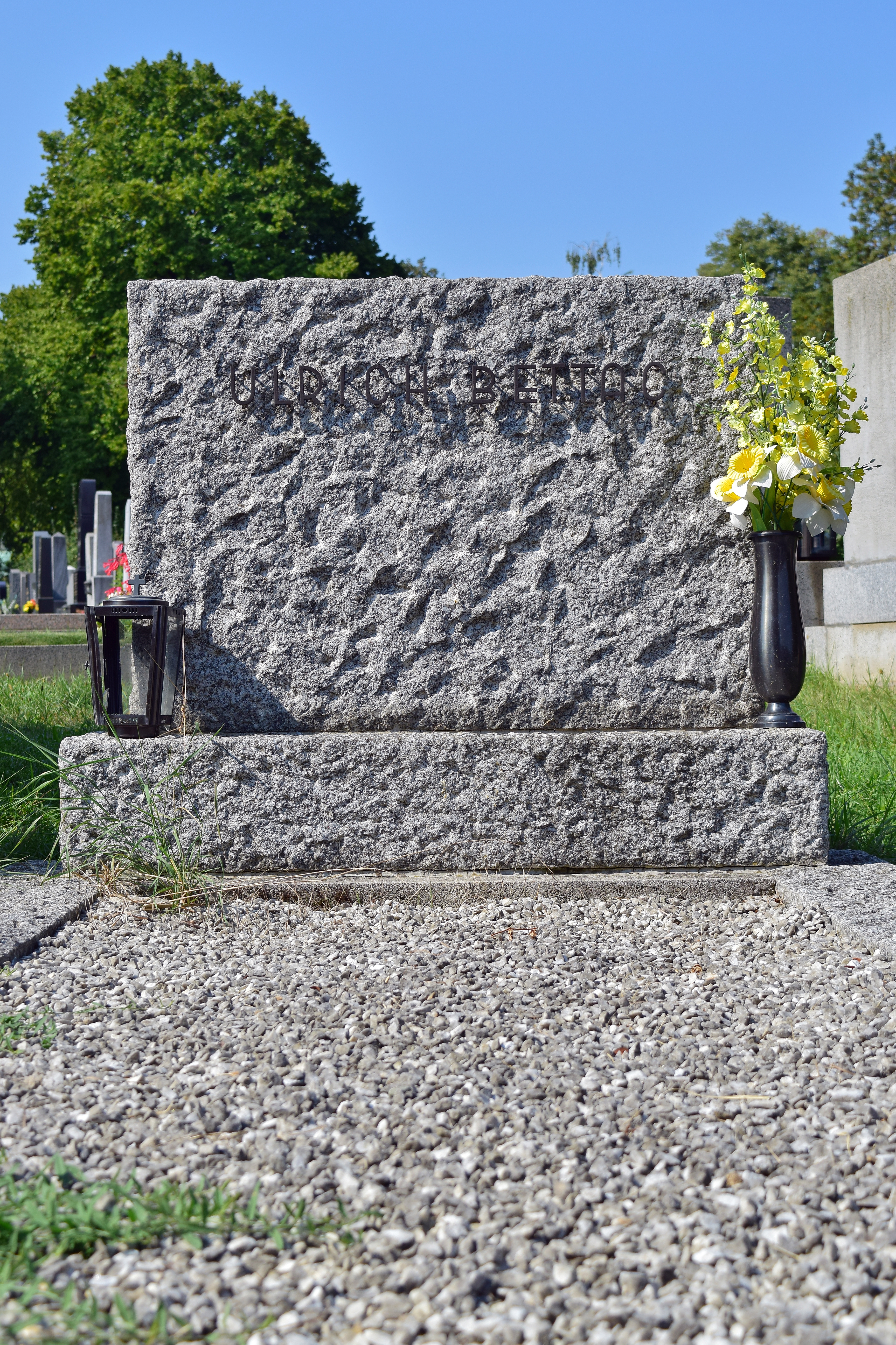
Historische Grabstätte mit Obhut auf dem Wiener Zentralfriedhof

Nach einigen Stummfilmrollen war Bettac längere Zeit beim Film als Schauspieler kaum zu sehen, er führte aber in den 30er Jahren Dialogregie in den Streifen Die Geliebte von Paris (1936, unvollendet), Manege (1937) und Die große und die kleine Liebe (1937). Erst in den 50er Jahren übernahm er zahlreiche kleinere Filmrollen.
Der Kammerschauspieler Bettac fungierte als Präsident der österreichischen Bühnenangehörigen und als geschäftsführender Präsident der Aktion „Künstler helfen Künstlern“. Er war Träger des Ehrenrings des Burgtheaters.
Er ruht auf dem Wiener Zentralfriedhof in einem ursprünglich ehrenhalber gewidmetem Grab (Gruppe 13 B, Reihe 1, Nummer 13), das 2020 jedoch als Historische Grabstätte mit Obhut kategorisiert worden ist.

## Filmografie
- 1921: Begierde
- 1922: Der politische Teppich
- 1923: Alles für Geld
- 1924: Die Herrin von Monbijou
- 1924: Das Mädel von Capri
- 1924: In den Krallen der Schuld
- 1924: Mutter und Sohn
- 1924: Das Mädel von Capri
- 1925: Die unberührte Frau
- 1925: Die Beute
- 1926: Falsche Scham – Vier Episoden aus dem Leben eines Arztes
- 1926: Frauen, die den Weg verloren
- 1926: Herbstmanöver
- 1931: Eine Nacht im Grandhotel
- 1949: Duell mit dem Tod
- 1949: Geheimnisvolle Tiefe
- 1949: Mein Freund Leopold (Mein Freund, der nicht nein sagen kann)
- 1950: Der Wallnerbub (Das Jahr des Herrn)
- 1951: Der fidele Bauer
- 1951: Tanz ins Glück
- 1952: Abenteuer in Wien
- 1952: Knall und Fall als Hochstapler
- 1952: 1. April 2000
- 1952: Die große Versuchung
- 1953: Fräulein Casanova
- 1953: Maske in Blau
- 1953: Pünktchen und Anton
- 1953: Arlette erobert Paris
- 1953: Die geschiedene Frau
- 1953: Auf der grünen Wiese
- 1954: Ein Haus voll Liebe
- 1954: Ewiger Walzer
- 1955: Drei Männer im Schnee
- 1955: André und Ursula
- 1955: Götz von Berlichingen
- 1955: Mozart
- 1955: Sissi
- 1956: Ein tolles Hotel
- 1956: Sissi, die junge Kaiserin
- 1957: Der Verschwender (TV)
- 1957: Die Lindenwirtin vom Donaustrand
- 1958: Eva küßt nur Direktoren
- 1958: Man ist nur zweimal jung
- 1959: Immer die Mädchen

## Ehrungen
Aus Anlass des 50. Geburtstages von Adolf Hitler wurde er am 20. April 1939 zum Staatsschauspieler ernannt.